# 卡西奧皮城堡

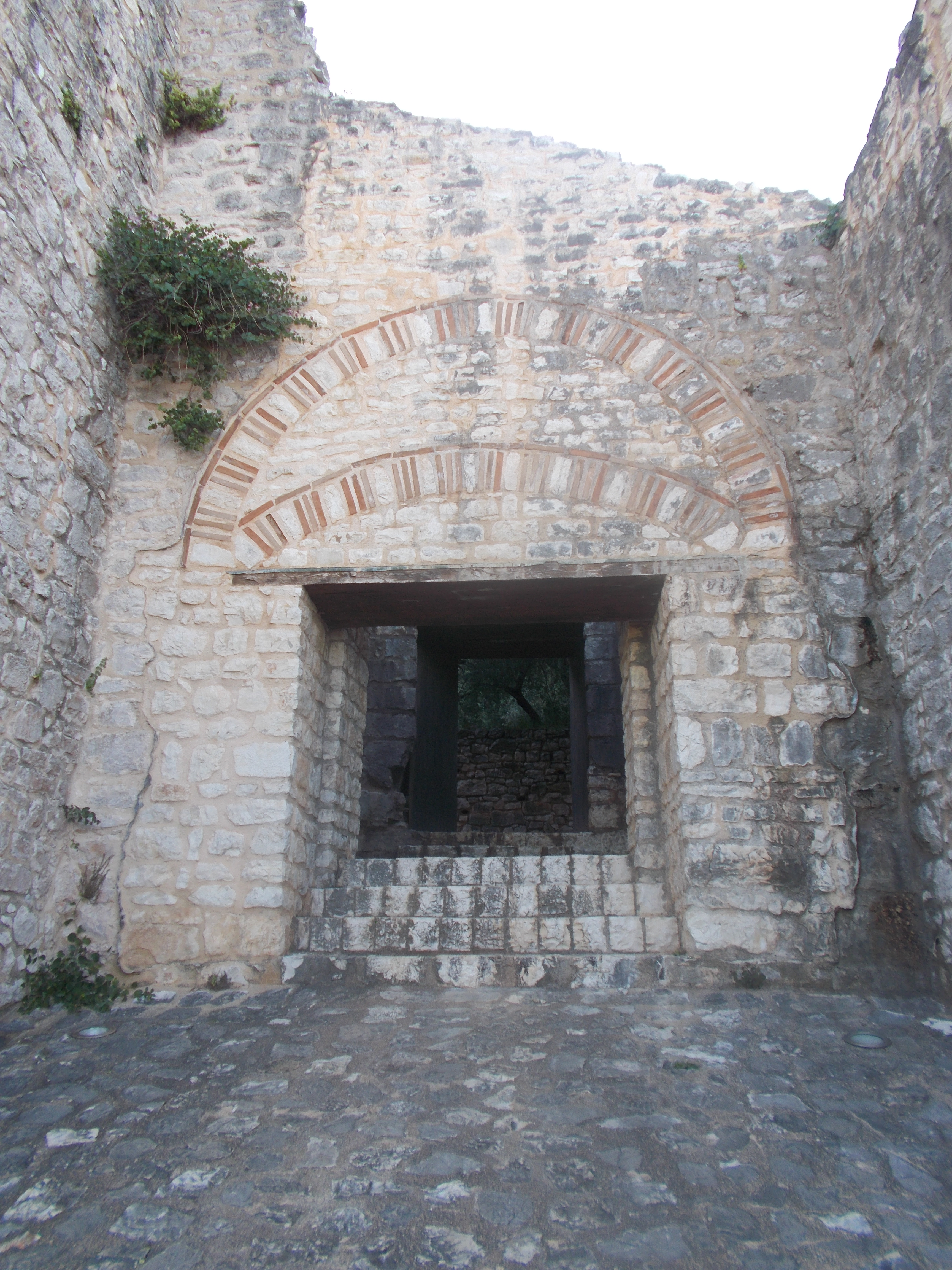
卡西奧皮城堡的主門

卡西奧皮城堡（希臘語：Κάστρο Κασσιώπης）是希臘的一座城堡，位於克基拉島北海岸。這座城堡始建於拜占庭帝國時期。